# Robert Satloff
Robert Satloff es, desde 1993, el director ejecutivo del Washington Institute for Near East Policy (Instituto de Política de Oriente Próximo de Washington), reconocido como una de las organizaciones más influyentes de Estados Unidos en la creación de opinión sobre política exterior.
Es experto en política árabe e islámica así como en la política de Estados Unidos respecto a Oriente medio. El doctor Satloff ha publicado muchos trabajos y dado conferencias sobre el proceso de paz árabe-israelí, los problemas islámicos para la consecución de la paz y la democracia en la región y la necesidad de acciones diplomáticas valientes e innovadoras hacia los árabes y los musulmanes. Su trabajo ha recibido varios premios de prestigio que promueven la tolerancia, entre ellos el premio Daniel Pearl.

## Libros
- Among the Righteous: Lost Stories from the Holocaust's Long Reach into Arab Lands (PublicAffairs, 2006). ISBN 1-58648-399-4
- trad. castellano: "Entre los justos: historias olvidadas de la alargada sombra del Holocausto en tierras árabes" (Dstoria edicions, 2013), ISBN 978-84-941455-0-6
- The Battle of Ideas in the War on Terror: Essays on U.S. Public Diplomacy in the Middle East (The Washington Institute, 2004).
- U.S. Policy toward Islamism (Council on Foreign Relations, 2000)
- From Abdullah to Hussein: Jordan in Transition (Oxford University Press, 1994)
- Troubles on the East Bank: Challenges to the Domestic Stability of Jordan (Praeger, 1986).         ..